# Sant Nicolau (Sabadell)
|  | No s'ha de confondre amb Capella de Sant Nicolau o Escola Sant Nicolau. |

| Entitat de població | Habitants |
| ------------------- | --------- |
| Berardo             | 5.696     |
| Sabadell            | 193.380   |
| Salut, la           | 1.709     |
| Sant Nicolau        | 6.905     |
| Togores             | 31        |
|                     |           |

Sant Nicolau és un nucli de població del municipi de Sabadell, al Vallès Occidental. El 2005 tenia 5.678 habitants censats. Amb aquest nom es coneix avui dia a l'antiga església de Sant Feliu d'Arraona, coneguda com a Capella de Sant Nicolau.